# Lijst van Romeinse consuls tijdens de Republiek
Dit is een lijst van consuls tijdens de Romeinse Republiek (509-28 v.Chr.)
Afkortingen:
- Imp. = Imperator
- suff. = consul suffectus

Praenomina:
| - A. = Aulus - Ap. = Appius - C. = Gaius | - Cn. = Gnaeus - D. = Decimus - Fl. = Flavius | - K. = Kaeso - L. = Lucius - M. = Marcus | - M'. = Manius - Mam. = Mamercus - N. = Numerius | - P. = Publius - Q. = Quintus - Ser. = Servius | - Sex. = Sextus - Sp. = Spurius | - T. = Titus - Ti. = Tiberius |

## 6e eeuw v.Chr.

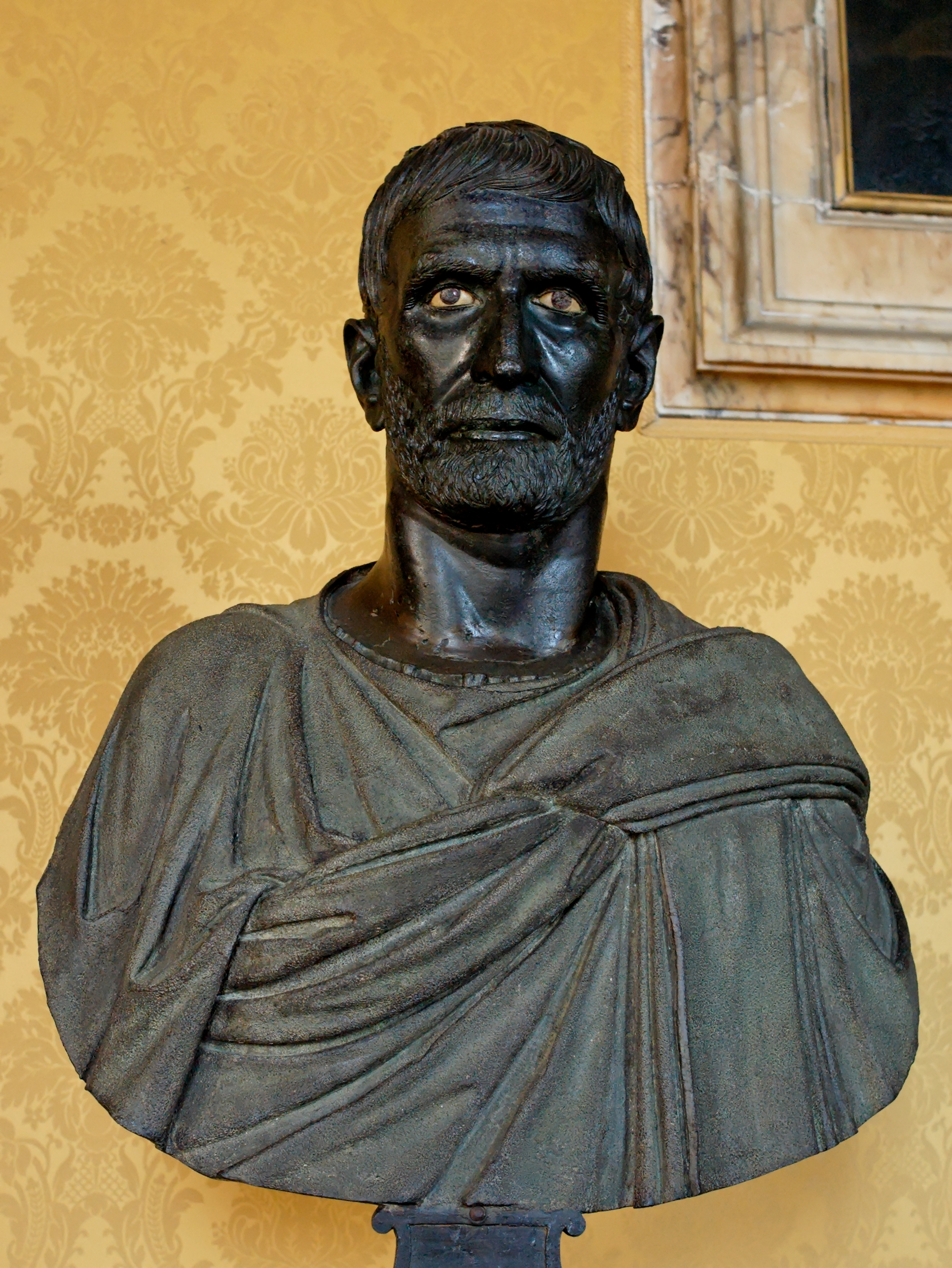
Capitolijnse Brutus, portret van Lucius Junius Brutus, consul in 509

509 L. Junius M. f. Brutus, L. Tarquinius Collatinus.

509 P. Valerius Volusi f. Publicola I (Sp. Lucretius Tricipitinus, die oud en zwak was; niets opmerkelijks gebeurde gedurende deze dagen, volgens Titus Livius.), M. Horatius M. f. Pulvillus I.

508 T. Lucretius Tricipitinus I, P. Valerius Volusi f. Publicola II.

507 P. Valerius Volusi f. Publicola III, M. Horatius M. f. Pulvillus II.

506 Sp. Lartius Rufus (Flavus) I, T. Herminius Aquilinus.

505 M. Valerius Volusi f. (Volusus?), P. Postumius Q. f. Tubertus I.

504 P. Valerius Volusi f. Publicola IV, T. Lucretius Tricipitinus II.

503 Menenius Agrippa C. f. Lanatus, P. Postumius Q. f. Tubertus II.

502 Opiter Verginius Opit. f. Tricostus, Sp. Cassius Vecellinus I.

501 Postumius Cominius Auruncus I, T. Larcius Flavus (of Rufus) I.

500 Ser. Sulpicius P. f. Camarinus (Camerinus) Cornutus, M'. Tullius Longus.

## 5e eeuw v.Chr.
499 T. Aebutius T. f. Helva, C. (of P.) Veturius (Vetusius) Geminus Cicurinus.

498 Q. Cloelius Siculus, T. Larcius Flavus (of Rufus) II.

497 A. Sempronius Atratinus (I), M. Minucius Augurinus I.

496 A. Postumius P. f. Albus Regillensis, T. Verginius A. f. Tricostus Caeliomontanus.

495 Ap. Claudius M. f. Sabinus Inregillensis, P. Servilius P.f. Priscus Structus. Lartius werd genoemd als dictator.

494 A. Verginius A. f. Tricostus Caeliomontanus, T. Veturius (of Vetusius) Geminus Cicurinus.

493 Postumius Cominius Auruncus II, Sp. Cassius Vecellinus II.

492 T. Geganius Macerinus, P. Minucius Augurinus.

491 M. Minucius Augurinus II, A. Sempronius Atratinus II.

490 Q. Sulpicius Camerinus Cornutus, Sp. Lartius Rufus (Flavus) II.

489 C. Julius Iullus, P. Pinarius Mamertinus Rufus. (Ontbreken in Livius werk.)

488 Sp. Nautius Sp.? f. Rutilus, Sp. (Sex.?) Furius (Medullinus of Fusus?).

487 T. Sicinius Sabinus, C. Aquillius Tuscus.

486 Sp. Cassius Vecellinus III, Proculus Verginius Tricostus Rutilus.

485 Ser. Cornelius Maluginensis (Cossus), Q. Fabius K. f. Vibulanus I.

484 L. Aemilius Mam. f. Mamercus I, K. (Caeso?) Fabius K. f. Vibulanus.

483 M. Fabius K. f. Vibulanus, L. Valerius M. f. Potitus (Publicola) I.

482 Q. Fabius K. f. Vibulanus II, C. Julius C. f. Jullus II?.

481 K. (C.) Fabius K. f. Vibulanus II?, Spurius Furius Fusus (Fusius).

480 M. Fabius K. f. Vibulanus II, Cn. Manlius P. f. Cincinnatus.

479 K. Fabius K. f. Vibulanus III, T. Verginius Opet. f. Tricostus Rutilus. 

478 L. Aemilius Mam. f. Mamercus II, C. Servilius Structus Ahala.

477 C. Horatius M. f. Pulvillus, T. Menenius Agrippae f. Lanatus.

476 A. Verginius Tricostus Rutilus, Sp. Servilius (P. f?) Structus.

475 P. Valerius P. f. Poplicola I, C. Nautius Sp. f. Rutilus (of Rufus) I.

474 L. Furius Medullinus I, A. Manlius Cn. f. Vulso. (C. Manlius in Livius).

473 L. Aemilius Mam. f. Mamercus III, Vopiscus Julius C. f. Jullus.

472 L. Pinarius Mamercinus Rufus, P. Furius Medullinus Fusus.

471 Ap. Claudius Ap. f. Crassus Inregillensis Sabinus I, T. Quinctius L. f. Capitolinus Barbatus I.

470 L. Valerius M. f. Potitus (Publicola) II, Ti. Aemilius L. f. Mamercinus (Mamercus) I.

469 T. Numicius Priscus, A. Verginius (Tricostus) Caeliomontanus.

468 T. Quinctius L. f. Capitolinus Barbatus II, Q. Servilius Priscus I.

467 Ti. Aemilius L. f. Mamercinus (Mamercus) II, Q. Fabius M. f. Vibulanus.

466 Q. Servilius Priscus II, Sp. Postumius A. f. Albus Regillensis.

465 Q. Fabius M. f. Vibulanus II, T. Quinctius L. f. Capitolinus Barbatus III.

464 A. Postumius A. f. Albus Regillensis, Sp. Furius Medullinus Fus(i)us.

463 P. Servilius Sp. f. Priscus, L. Aebutius T. f. Helva. [Ze namen hun ambt op op de calendae van augustus, daar de (consulaire) jaren toen nog in die periode begonnen. Al snel overleden beide consuls.]

462 L. Lucretius T. f. Tricipitinus, T. Veturius T. f. Geminus Cicurinus, vanaf de derde dag van de iden van augustus.

461 P. Volumnius M. f. Amintinus Gallus, Ser. Sulpicius Camerinus Cornutus.

460 P. Valerius P. f. Poblicola II, C. Claudius Ap. f. Inregillensis (Regillensis) Sabinus.

459 Q. Fabius M. f. Vibulanus III, L. Cornelius Ser. f. Maluginensis Uritus (Cossus).

458 C. Nautius Sp.f. Rutilus II, Lucius Minucius P. f. Esquilinus Augurinus.

457 M. (or C.) Horatius M. f. Pulvillus II, Q. Minucius P. f. Esquilinus (Augurinus).

456 M. Valerius M'. f. Maximus Lactuca, Sp. Verginius A. f. Tricostus Caeliomontanus.

455 T. Romilius T. f. Rocus Vaticanus, C. Veturius Cicurinus.

454 Sp. Tarpeius M. f. Montanus Capitolinus, A. Aternius (Aterius) Varus Fontinalis.

453 Sex. Quinctilius. Sex. f. (Varus), P. Curiatus (Curiatius) Fistus Trigeminus.

452 T. (C.) Menenius Agrippae f. Lanatus, P. Sestius Q. f. Capito (Capitolinus) Vaticanus.

451 Ap. Claudius Ap. f. Crassus Inregillensis Sabinus II, T. Genucius L. f. Augurinus.

450 Decemviri: Ap. Claudius, M. Cornelius Maluginensis, M. Sergius, L. Minucius, Q. Fabius Vibulanus, Q. Poetelius, T. Antonius Merenda, C. Duillius, S. Opius Cornicen, M. Rabuleius. Zij waren nog steeds aan de macht bij de iden van mei op het eind van hun ambtsperiode.

449 L. Valerius P. f. Potitus, M. Horatius Barbatus waren senatoren die de voorgaande praetors verbanden. [Zij waren de eerste personen die werden voorgesteld als consuls.]

448 Lars (of Sp.) Herminius Coritinesanus (Aquilinus), T. Verginius Tricostus Caeliomontanus.

447 M. Geganius M. f. Macerinus I, C. Julius Iullus I.

446 T. Quinctius L. f. Capitolinus Barbatus IV, Agrippa Furius Fusus.

445 M. Genucius Augurinus, C. (Gaius of Agripp.) Curtius Philo.

444 consulaire tribunen (Trib. Mil. Cons. Pot.) voor 3 maanden, vervolgens werden L. Papirius Mugillanus I en L. Sempronius A. f. Atratinus consuls voor een korte periode.

443 M. Geganius M. f. Macerinus II, T. Quinctius L. f. Capitolinus Barbatus V.

442 M. Fabius Q. f. Vibulanus, Postumius Aebutius Helva Cornicen.

441 C. (Quintus) Furius Pacilus Fusus, M'. Papirius Crassus.

440 Proculus Geganius Macerinus, L. (T.) Menenius Agrippae Lanatus II.

439 Agrippa Menenius T. f. Lanatus, T. Quinctius L. f. Capitolinus Barbatus VI.

438 consulaire tribunen (Trib. Mil. Cons. Pot.). Drie van hen worden vermeld in Livius IV, 16.

437 M. Geganius M. f. Macerinus III, L. Sergius L. f. Fidenas I.

436 L. Papirius Crassus, M. Cornelius Maluginensis.

435 C. Julius Iullus II, L. (of Proc.) Verginius Tricostus.

434 C. Julius Iullus III, L. Verginius Tricostus II.

433 consulaire tribunen (Trib. Mil. Cons. Pot.) voor twee jaren, en een epidemie.

432 

431 T. Quinctius L. f. Poenus Cincinnatus I, C. (of Cn.) Julius Mento.

430 L. (of C.) Papirius Crassus, L. Julius Vop. f. Jullus.

429 Hostus Lucretius Tricipitinus, L. Sergius C. f. Fidenas II.

428 A. Cornelius Cossus, T. Quinctius L. f. Poenus Cincinnatus II.

427 C. Servilius Structus Ahala I, L. Papirius L.f. Mugillanus II.

426 consulaire tribunen (Trib. Mil. Cons. Pot.) voor drie jaren tot 424 v.Chr.. De eerste consulair tribuun was T. Quinctius Poenus.

423 C. Sempronius Atratinus, Q. Fabius Q. f. Vibulanus.

422 consulaire tribunen (Trib. Mil. Cons. Pot.)

421 Num. Fabius Vibulanus, T. Quinctius T. f. Capitolinus Barbatus.

420 consulaire tribunen: L. Quinctius Cincinnatus III, L. Furius Medullinus II,  M. Manlius, A. Sempronius Atratinus ("Alvatinus" vier jaar later).

419 consulaire tribunen: Agrippa Memenius Lanatus I, P. Lucretius Tricipitinus I, Sp. Nautius Rutilus.

418 consulaire tribunen: L. Sergius Fidenas, M. Papirius Mugillanus I, C. Servilius Priscus f.

417 consulaire tribunen: Agrippa Menenius Lanatus II, L. Servilius Structus II, P. Lucretius Tricipitinus II, Sp. Rutilius Crassus.

416 consulaire tribunen: A. Sempronius Alvatinus III, M. Papirius Mugillanus II, Sp. Nautius Rutilus, Q. Fabius Q. f. Vibulanus.

415 consulaire tribunen: P. Cornelius Cossus, C. Valerius Potitus, Q. Quinctius Cincinnatus, N. Fabius Vibulanus.

414 consulaire tribunen: C. Cornelius Cossus, L. Valerius Potitus, Q. Fabius Q. f. Vibulanus II, M. Postumius Regillensis.

413 A. Marcus Cornelius Cossus, L. Furius L. f. Medullinus I.

412 Q. Fabius Ambustus Vibulanus, C. Furius Pacilus.

411 L. Papirius L. f. Mugillanus (Atratinus), Sp. (of C.) Nautius Sp. f. Rutilus.

410 M'. Aemilius Mam. f. Mamercinus, C. Valerius L. f. Potitus Volusus.

409 Cn. Cornelius A. f. Cossus, L. Furius L. f. Medullinus II.

408 consulaire tribunen (Trib. Mil. Cons. Pot.) voor 15 jaar. (M. Furius Camillus was een van hen in 389 v.Chr..)

## 4e eeuw v.Chr.
394 Het eerste dictatorschap van M. Furius Camillus(?)

393 L. Valerius L.f. Potitus, P.? (of Ser.) Cornelius Maluginensis, suff: L. Lucretius Tricipitinus Flavus, Ser. Sulpicius Q.f. Camerinus.

392 L. Valerius L.f. Potitus Poplicola, M. Manlius Capitolinus.

391 L. Valerius L.f. Potitus, P.? (of Ser.) Cornelius Maluginensis, suff: L. Lucretius Tricipitinus Flavus. Servius Sulpicius Q.f. Camerinus

390 L. Valerius L.f. Potitus II, Marcus Manlius T.f. (later Capitolinus) / Consulaire tribunen, "de plaats innemend" van de voorgaande consuls bij de calendae van juli: L. Lucretius, Servius Sulpicius, M. Aemilius, L. Furius Medulinus VII, Agrippa Furius, C. Aemilius II

389 Consulaire tribunen.

388 M. Furius Camillus, voor de tweede keer interrex, stelde de consulaire tribunen L. Valerius Publicola II, L. Virginius, P. Cornelius, A. Manlius, L. Aemilius, L. Postumius aan

387 Consulaire tribunen: T. Quintius Cincinnatus, Q. Servilius Fidenas V, L. Julius Jullus, L. Aquilius Corvus, L. Lucretius Trecipitinus, Servius Sulpicius Rufus

386 Consulaire tribunen: L. Papirius, C. Cornelius, C. Sergius, L. Aemilius II, L. Menenius, L. Publicola III

385 Consulaire tribunen: M. Furius Camillus, Servius Cornelius Maluginensis, Q. Servilius Fidenas VI, L. Quintius Cincinnatus II?, L. Horatius, T. Valerius (tot 382 v.Chr.)

381 Consulaire tribunen: Servius Cornelius Maluginensis IV, Q. Servilius, Servius Sulpicius, L. Aemilius IV

380 Consulaire tribunen: M. Furius Camillus VII, A. en L. Postumius Regilus, L. Furius, L. Lucretius, M. Fabius Ambustus

379 Consulaire tribunen: Lucius Valerius V, Publius Valerius III, C. Sergius III, L. Menenius II, Sp. Papirius, Servius Cornelius Maluginensis

378 Consulaire tribunen: P. en C. Manlius, L. Julius. tribuni plebis: C. Sextilius, M. Albinius, L. Antiscius, patriciërs en plebeïers in gelijke getalen

377 Consulaire tribunen: Sp. Furius, L. Servilius II, C. Licinius, P. Claelius, M. Horatius, L. Geganius.

376 consulaire tribunen: L. Aemilius, P. Valerius IV, C. Veturius Servius Sulpicius, L. en C. Quintius Cincinnatus

375 Slechts twee tribuni plebis: C. Licinius Calvus, L. Sextius

374 Consulaire tribunen: L. Furius, A. Manlius, Servius Sulpicius, Ser. Cornelius, P. en C. Valerius.

373 Consulaire tribunen: Q. Servilius, C. Veturius, A. en M. Cornelius, Q. Quintius, M. Fabius

372 Consulaire tribunen: T. Quintius, Ser. Cornelius, Ser. Sulpicius, L. Papirius, L. Veturius

371 Consulaire tribunen: C. Licinius Stolo en Lucius Sextius. [Deze consulaire tribunen dienden voor nog eens vier jaar extra.]

370 Consulaire tribunen: C. Licinius Stolo en L. Sextius.

369 Consulaire tribunen: C. Licinius Stolo en L. Sextius.

368 Consulaire tribunen: C. Licinius Stolo en L. Sextius.

367 Consulaire tribunen: C. Licinius Stolo en L. Sextius.

366 L. (Lucius of Marcus) Aemilius L.f. Mamercinus (Mamercus), L. Sextius f. Sextinus Lateranus

365 L. Genucius M.f. Aventinensis, Q. Servilius Q.f. Ahala I

364 C. Sulpicius M.f. Peticus (dictator, de vernietiger van de Boii door zijn krijgslist met speren), C. Licinius Stolo I

363 Cn. Genucius M.f. Aventinensis II, L. Aemilius Mamercinus II

362 L. Genucius M.f. Aventinensis II, Q. Servilius Q.f. Ahala II

361 C. Licinius Stolo, C. Sulpicius Peticus II

360 M. Fabius N.f. Ambustus, C. Poetelius C.f. Libo Visolus

359 M. Popillius M.f. Laenas, Cn. Manlius L.f. Capitolinus Imperiosus

358 C. Fabius N.f. Ambustus, C. Plautius P.f. Proculus

357 C. Marcius L.f. Rutilus I, Cn. Manlius L.f. Capitolinus Imperiosus II

356 M. Fabius Ambustus II, M. Popillius Laenas II

355 C. Sulpicius M.f. Peticus III, M. Valerius L.f. Poplicola

354 M. Fabius N.f. Ambustus III, T. Quinctius Poenus Capitolinus Crispinus I

353 C. Sulpicius M.f. Peticus IV, M. Valerius L.f. Poplicola II

352 P. Valerius P.f. Poplicola, C. Marcius L.f. Rutilus II

351 C. Sulpicius M.f. Peticus V, T. Quinctius Poenus Capitolinus Crispinus II

350 M. Popillius M.f. Laenas III, L. Cornelius P.f. Scipio

349 L. Furius M.f. Camillus, Ap. Claudius P.f. Crassus Inregillensis

348 M. Valerius M.f. Corvus, M. Popillius Laenas IV

347 C. Plautius Vennox (of Venno) Hypsaeo, T. Manlius L.f. Imperiosus Torquatus I

346 M. Valerius M.f. Corvus II, C. Poetelius C.f. Libo Visolus II

345 M. Fabius Dorsuo, Ser. Sulpicius Camerinus Rufus

344 C. Marcius L.f. Rutilus III, T. Manlius L.f. Imperiosus Torquatus II

343 M. Valerius M.f. Corvus III, A. Cornelius P.f. Cossus Arvina

342 Q. Servilius Q.f. Ahala III, C. Marcius L.f. Rutilus IV

341 C. Plautius Venox (Venno) II, L. Aemilius Mamercinus Privernas I

340 T. Manlius L.f. Imperiosus Torquatus III, P. Decius Q.f. Mus

339 Ti. Aemilius Mamercinus, Q. Publilius Q.f. Philo I

338 L. Furius Sp.f. Camillus, C. Maenius P.f

337 C. Sulpicius Ser.f. Longus, P. Aelius Paetus

336 L. Papirius L.f. Crassus, K. (C.) Duillius

335 M. Atilius Regulus Calenus, M. Valerius M.f. Corvus IV

334 Sp. Postumius Albinus (Caudinus), Ti. Veturius Calvinus

333 Eerste dictatorjaar

332 Cn. Domitius Cn.f. Calvinus, A. Cornelius P.f. Cossus Arvina II

331 C. Valerius L.f. Potitus (Flacus), M. Claudius C.f. Marcellus

330 L. Papirius L.f. Crassus, L. Plautius L.f. L.n. Venno

329 L. Aemilius L.f. Mamercinus Privernas II, C. Plautius P.f. Decianus

328 L. Papirius L.f. Crassus II, L. Plautius L.f. Venox (Venno)

326 P. Plautius Proculus, P. Cornelius Scapula 

327 L. Cornelius Lentulus, Q. Publilius Q.f. Philo II

326 C. Poetelius C.f. Q.n. Libo Visolus, L. Papirius Sp.f. L.n. Cursor I

325 L. Furius Sp.f. Camillus II, D. Junius Brutus Scaeva

324 Tweede dictatorjaar

323 C. Sulpicius Ser.f. Longus II, Q. Aemilius (Aulius) Q.f. Cerretanus

322 Q. Fabius Maximus Rullianus I, L. Fulvius L.f. Curvus

321 Ti. Veturius Calvinus II, Sp. Postumius Albinus (Caudinus) II

320 L. Papirius Sp.f. Cursor II, Q. Publilius Q.f. Philo III

319 L. Papirius Sp.f. Cursor III, Q. Aulius Q.f. Cerretanus II

318 L. Plautius L.f. Venox (Venno), M. Foslius (Folius) C.f. Flaccinator

317 Q. Aemilius Q.f. Barbula, C. Junius C.f. Bubulcus Brutus

316 Sp. Nautius Sp.f. Rutilus, M. Popillius M.f. Laenas

315 L. Papirius Sp.f. Cursor IV, Q. Publilius Q.f. Philo IV

314 M. Poetelius M.f. Libo, C. Sulpicius Ser.f. Longus III

313 L. Papirius Sp.f. Cursor V, Caius Junius C.f. Bubulcus Brutus II

312 M. Valerius M.f. Maximus Corrinus, P. Decius Mus

311 C. Junius C.f. Bubulcus Brutus III, Q. Aemilius Q.f. Barbula II

310 Q. Fabius Maximus Rullianus II, C. Marcius C.f. Rutilus (Censorinus)

309 Derde dictatorjaar

308 P. Decius Mus II, Q. Fabius Maximus Rullianus III

307 Ap. Claudius C.f. Caecus I, L. Volumnius C.f. Flamma Violens

306 Q. Marcius Q.f. Tremulus, P. Cornelius A.f. Arvina

305 L. Postumius L.f. Megellus I, Ti. Minucius M.f. Augurinus, suff: M. Fulvius L.f. Curvus Paetinus

304 P. Sempronius P.f. Sophus, P. Sulpicius Ser.f. Saverrio

303 Ser. Cornelius Cn.f. Lentulus, L. Genucius Aventinensis

302 M. Livius Denter, M. Aemilius L.f. Paullus

301 Vierde dictatorjaar

300 M. Valerius M.f. Corvus V, Q. Appuleius Pansa

## 3e eeuw v.Chr.
299 M. Fulvius Cn.f. Paetinus, T. Manlius T.f. Torquatus, suff: M. Valerius M.f. Corvus VI

298 L. Cornelius Cn.f. Scipio Barbatus, Cn. Fulvius Cn.f. Maximus Centumalus

297 Q. Fabius Maximus Rullianus IV, P. Decius Mus III

296 Ap. Claudius C.f. Caecus II, L. Volumnius C.f. Flamma Violens II

295 Q. Fabius Maximus Rullianus V, P. Decius Mus IV

294 L. Postumius L.f. Megellus II, die werd teruggeroepen. M. Atilius M.f. Regulus

293 L. Papirius L.f. Cursor I, Sp. Carvilius C.f. Maximus

292 Q. Fabius Q.f. Maximus Gurges, D. Junius D.f. Brutus Scaeva

291 L. Postumius L.f. Megellus III, C. Junius C.f. Bubulcus Brutus

290 M'. Curius Dentatus I, P. Cornelius Cn.f. Rufinus

289 M. Valerius M.f. Maximus Corvinus II, Q. Caedicius Q.f. Noctua

288 Q. Marcius Q.f. Tremulus II, P. Cornelius A.f. Arvina II

287 M. Claudius M.f. Marcellus, C. Nautius Rutilus

286 M. Valerius Maximus (Potitus?), C. Aelius Paetus

285 C. Claudius M.f. Canina, M. Aemilius Lepidus

284 C. Servilius Tucca, L. Caecilius Metellus Denter, suff: M'. Curius Dentatus

283 P. Cornelius Dolabella, Cn. Domitius Cn.f. Calvinus Maximus

282 C. Fabricius Luscinus, Q. Aemilius Cn.f. Papus (Papirius)

281 L. Aemilius Q.f. Barbula, Q. Marcius Q.f. Philippus

280 P. Valerius Laevinus, Ti. Coruncanius

279 P. Sulpicius P.f. Saverrio, P. Decius P.f. Mus

278 C. Fabricius Luscinus II, Q. Aemilius Cn.f. Papus II

277 P. Cornelius Cn.f. Rufinus II, C. Junius C.f. Bubulcus Brutus I

276 Q. Fabius Q.f. Maximus Gurges II, C. Genucius L.f. Clepsina

275 M'. Curius Dentatus II, L. Cornelius Ti.f Lentulus Caudinus

274 M'. Curius Dentatus III, Ser. Cornelius P.f. Merenda

273 C. Fabius M.f. Dorso Licinus, C. Claudius M.f. Canina II

272 L. Papirius L.f. Cursor II, Sp. Carvilius C.f. Maximus II

271 C. (of K.) Quinctius L.f. Claudus, L. Genucius L.f. Clepsina

270 C. Genucius L.f. Clepsina II, Cn. Cornelius P.f. Blasio

269 Q. Ogulnius L.f. Gallus, C. Fabius C.f. Pictor

268 P. Sempronius P.f. Sophus, Ap. Claudius Ap.f. Russus

267 M. Atilius Regulus I, L. Julius L.f. Libo

266 D. Junius D.f. Pera, N. Fabius C.f. Pictor

265 Q. Fabius Q.f. Maximus Gurges, L. Mamilius Q.f. Vitulus

264 Ap. Claudius C.f. Caudex, M. Fulvius Flaccus

263 M'. Otacilius C.f. Crassus, M'. Valerius M.f. Maximus (Messalla)

262 L. Postumius (Albinus) L.f. Megellus, Q. Mamilius Q.f. Vitulus

261 L. Valerius M.f. Flaccus, Ti. Otacilius C.f. Crassus

260 Cn. Cornelius Scipio Asina, C. Duilius

259 L. Cornelius Scipio, C. Aquillius M.f. Florus

258 A. Atilius A.f. Calatinus I, C. Sulpicius Q.f. Paterculus

257 C. Atilius M.f. Regulus I, Cn. Cornelius P.f. Blasio II

256 L. Manlius A.f. Vulso Longus, Q. Caedicius Q.f., suff: M. Atilius Regulus II

255 M. Aemilius M.f. Paullus, Ser. Fulvius M.f. Paetinus Nobilior

254 Cn. Cornelius Scipio Asina II, A. Atilius A.f. Calatinus II

253 Cn. Servilius Cn.f. Caepio, C. Sempronius Ti.f. Blaesus

252 C. Aurelius L.f. Cotta I, P. Servilius Q.f. Geminus

251 L. Caecilius L.f. Metellus I, C. Furius Pacilus

250 C. Atilius M.f. Regulus II, L. Manlius A.f. Vulso II

249 P. Claudius Pulcher, L. Junius C.f. Pullus

248 C. Aurelius L.f. Cotta II, P. Servilius Q.f. Geminus II

247 L. Caecilius L.f. Metellus II, Numerius (Marcus) Fabius M.f. Buteo

246 M'. Otacilius C.f. Crassus II, M. Fabius C.f. Licinus

245 M. Fabius M.f. Buteo, C. Atilius A.f. Bulbus

244 A. Manlius T.f. Torquatus Atticus, C. Sempronius Ti.f. Blaesus II

243 C. Fundanius C.f. Fundulus, C. Sulpicius C.f. Galus

242 C. Lutatius C.f. Catulus, A. Postumius A.f. Albinus

241 A. Manlius Titus f. Torquatus Atticus II, Q. Lutatius Catulus f. Cerco

240 C. Claudius Ap.f. (Caecus f.?) Centho, M. Sempronius C.f. Tuditanus

239 C. Mamilius Q.f. Turrinus, Q. Valerius Q.f. Falto

238 Ti. Sempronius Ti.f. Gracchus, P. Valerius Q.f. Falto

237 L. Cornelius L.f. Lentulus Caudinus, Q. Fulvius M.f. Flaccus

236 P. Cornelius L.f. Lentulus Caudinus, C. Licinius P.f. Varus

235 T. Manlius T.f. Torquatus I, C. Atilius A.f. Bulbus II

234 L. Postumius A.f. Albinus, Sp. Carvilius Sp.f. Maximus (Ruga)

233 Q. Fabius Q.f. Maximus Verrucosus I, M'. Pomponius M.f. Matho

232 M. Aemilius M.f. Lepidus I, M. Publicius L.f. Malleolus

231 M. Pomponius M'.f. Matho, C. Papirius C.f. Maso

230 M. Aemilius L.f. Barbula, M. Junius D.f. Pera

229 L. Postumius A.f. Albinus II, Cn. Fulvius Cn.f. Centumalus,

228 Sp. Carvilius Sp.f. Maximus II, Q. Fabius Q.f. Maximus Verrucosus II

227 P.  Valerius L.f. Flaccus, M. Atilius M.f. Regulus

226 M. Valerius M'.f. Maximus Messala, L. Apustius L.f. Fullo

225 L. Aemilius Q.f. Papirius of Pappus, C. Atilius M.f. Regulus

224 T. Manlius T.f. Torquatus II, Q. Fulvius M.f. Flaccus II

223 C. Flaminius C.f. (verslaat de Galliërs), P. Furius Sp.f. Philus

222 Cn. Cornelius Scipio Calvus, M. Claudius M.f. Marcellus I

221 P. Cornelius Cn.f. Scipio Asina, M. Minucius C.f. Rufus, suff: M. Aemilius M.f. Lepidus II

220 M. Valerius P.f. Laevinus I, Q. Mucius P.f. Scaevola, suff: L. Veturius L.f. Philo. C. Lutatius Catulus

219 L. Aemilius M.f. Paulus I, M. Livius M.f. Salinator

218 P. Cornelius L.f. Scipio, Ti. Sempronius C.f. Longus I

217 Cn. Servilius P.f. Geminus, C. Flaminius C.f. II, suff: M. Atilius M.f. Regulus II

216 L. Aemilius Paullus II, C. Terentius C.f. Varro

215 Ti. Sempronius Tib. f. Gracchus I, L. Postumius A.f. Albinus III, suff: M. Claudius M.f. Marcellus II, afgetreden, Q. Fabius Q.f. Maximus Verrucosus III

214 Q. Fabius Q.f. Maximus Verrucosus IV, M. Claudius M.f. Marcellus III

213 Q. Fabius Q.f. Maximus, Ti. Sempronius Tib. f. Gracchus II

212 Ap. Claudius P.f. Pulcher, Q. Fulvius M.f. Flaccus III

211 P. Sulpicius Ser.f. Galba Maximus I, Cn. Fulvius Cn.f. Centunalus (Centumalus) Maximus

210 M. Valerius P.f. Laevinus II, M. Claudius M.f. Marcellus IV

209 Q. Fabius Q.f. Maximus Verrucosus V, Q. Fulvius M.f. Flaccus IV

208 M. Claudius M.f. Marcellus V, T. Quinctius L.f. Crispinus

207 C. Claudius Ti.f. Nero, M. Livius M.f. Salinator II

206 Q. Caecilius L.f. Metellus, L. Veturius L.f. Philo

205 P. Cornelius Scipio Africanus, P. Licinius P.f. Crassus Dives

204 M. Cornelius M.f. Cethegus, P. Sempronius C.f. Tuditanus

203 Cn. Servilius Cn.f. Caepio, C. Servilius C.f. Geminus

202 Ti. Claudius P.f. Nero, M. Servilius C.f. Pulex Geminus

201 Cn. Cornelius L.f. Lentulus, P. Aelius Q.f. Paetus

200 P. Sulpicius Ser.f. Galba Maximus II, C. Aurelius C.f. Cotta

## 2e eeuw v.Chr.

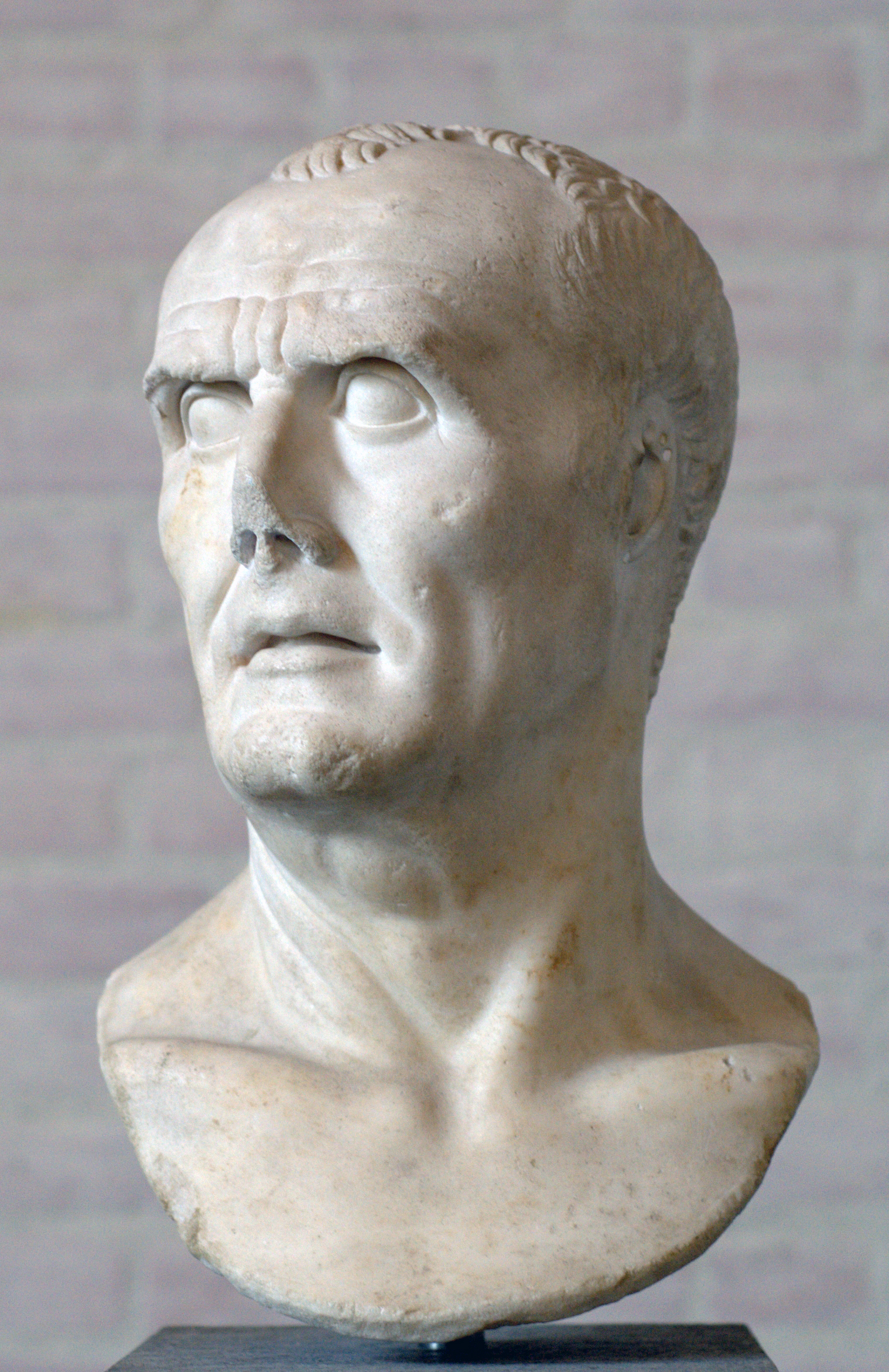
Gaius Marius, consul in 107, 104, 103, 102, 101, 100 en 86

199 L. Cornelius L.f. Lentulus, P. Villius Ti.f. Tappulus

198 T. Quinctius T.f. Flamininus, Sex. Aelius Q.f. Paetus Catus

197 C. Cornelius L.f. Cethegus, Q. Minucius C.f. Rufus

196 L. Furius Sp.f. Purpurio, M. Claudius M.f. Marcellus

195 M. Porcius M.f. Cato, L. Valerius P.f. Flaccus

194 P. Cornelius P.f. Scipio Africanus II, Ti. Sempronius Ti.f. Longus

193 L. Cornelius L.f. Merula, A. Minucius Q.f. Thermus

192 L. Quinctius T.f. Flaminius, Cn. Domitius L.f. Ahenobarbus

191 M'. Acilius C.f. Glabrio, P. Cornelius Cn.f. Scipio Nasica

190 L. Cornelius P.f. Scipio Asiaticus, C. Laelius C.f

189 Cn. Manlius Cn.f. Vulso, M. Fulvius M.f. Nobilior

188 C. Livius M.f. Salinator, M. Valerius M.f. Messalla

187 M. Aemilius M.f. Lepidus I, C. Flaminius C.f.

186 Sp. Postumius L.f. Albinus, Q. Marcius L.f. Philippus I

185 Ap. Claudius Ap.f. Pulcher, M. Sempronius M.f. Tuditanus

184 P. Claudius Ap.f. Pulcher, L. Porcius L.f. Licinus

183 Q. Fabius Q.f. Labeo, M. Claudius M.f. Marcellus

182 L. Aemilius L.f. Paullus I, Cn. Baebius Q.f. Tamphilus

181 P. Cornelius L.f. Cethegus, M. Baebius Q.f. Tamphilus

180 A. Postumius A.f. Albinus Luscus, C. Calpurnius C.f. Piso, suff: Q. Fulvius Cn.f. Flaccus

179 L. Manlius L.f. Acidinus Fulvianus, Q. Fulvius Q.f. Flaccus

178 M. Junius M.f. Brutus, A. Manlius Cn.f. Vulso

177 C. Claudius Ap.f. Pulcher, Ti. Sempronius P.f. Gracchus

176 Cn. Cornelius Cn.f. Scipio Hispallus, Q. Petillius, suff: C. Valerius M.f. Laevinus

175 P. Mucius Q.f. Scaevola, M. Aemilius M.f. Lepidus II

174 Sp. Postumius A.f. Albinus Paullulus, Q. Mucius Q.f. Scaevola

173 L. Postumius A.f. Albinus, M. Popillius P.f. Laenas

172 C. Popillius P.f. Laenas I, P. Aelius P.f. Ligus

171 P. Licinius C.f. Crassus, C. Cassius C.f. Longinus

170 A. Hostilius L.f. Mancinus, Aulus Atilius Serranus

169 Q. Marcius L.f. Philippus II, Cn. Servilius Cn.f. Caepio

168 L. Aemilius L.f. Paullus II, C. Licinius C.f. Crassus

167 Q. Aelius Paetus, M. Junius Pennus

166 C. Sulpicius Gallus, M. Claudius Marcellus I

165 Ti. Manlius Torquatus, Cn. Octavius

164 A. Manlius Torquatus, Q. Cassius Longinus

163 Ti. Sempronius P.f. Gracchus II, M. Juventius Thalna

162 P. Cornelius Scipio Nasica Corculum I, C. Marcius Figulus I, suff: Cn. Domitius Ahenobarbus, P. Cornelius Lentulus.

161 M. Valerius Messalla, C. Fannius Strabo

160 M. Cornelius Cethegus, L. Anicius Gallus

159 Cn. Cornelius Dolabella, M. Fulvius Nobilior

158 M. Aemilius Lepidus, C. Popillius Laenas II

157 S. Julius Caesar, L. Aurelius Orestes

156 L. Cornelius Lentulus Lupus, C. Marcius Figulus II

155 P. Cornelius Scipio Nasica Corculum II, M. Claudius Marcellus II

154 L. Postumius Albinus, Q. Opimius

153 Ti. Annius Luscus, Q. Fulvius Nobilior

152 L. Valerius Flaccus, M. Claudius Marcellus III

151 A. Postumius Albinus, L. Licinius Lucullus

150 Ti. Quinctius Flaminius, M'. Acilius Balbus

149 M'. Manilius, Marcius Censorinus

148 Sp. Postumius Albinus Magnus, L. Calpurnius Piso Caesoninus

147 P. Cornelius Scipio Aemilianus Africanus I, C. Livius Drusus

146 Cn. Cornelius Lentulus, L. Mummius Achaicus

145 Q. Fabius Maximus Aemilianus, L. Hostilius Mancinus

144 Ser. Sulpicius Galba, L. Aurelius Cotta

143 Ap. Claudius Pulcher, Q. Caecilius Metellus Macedonicus

142 Q. Fabius Maximus Servilianus, L. Caecilius Metellus Calvus

141 Cn. Servilius Caepio, Q. Pompeius

140 Q. Servilius Caepio, C. Laelius Sapiens 

139 Cn. Calpurnius Piso, M. Popillius Laenas

138 P. Cornelius Scipio Nasica Serapio, D. Junius Brutus Callaicus

137 M. Aemilius Lepidus Porcina, C. Hostilius Mancinus

136 L. Furius Philus, Sex. Atilius Serranus

135 Q. Calpurnius Piso, Ser. Fulvius Flaccus

134 C. Fulvius Flaccus, P. Cornelius Scipio Aemilianus Africanus II

133 L. Calpurnius Piso Frugi, P. Mucius Scaevola

132 P. Popillius Laenas, P. Rupilius

131 L. Valerius Flaccus, P. Licinius Crassus Dives Mucianus

130 L. Cornelius Lentulus, M. Perperna

129 C. Sempronius Tuditanus, M'. Aquillius

128 T. Annius Rufus, Cn. Octavius

127 L. Cornelius Cinna, L. Cassius Longinus Ravilla

126 M. Aemilius Lepidus, L. Aurelius Orestes

125 M. Fulvius Flaccus, M. Plautius Hypsaeus

124 C. Cassius Longinus, C. Sextius Calvinus

123 T. Quinctius Flaminius, Q. Caecilius Metellus Baliaricus

122 Cn. Domitius Ahenobarbus, C. Fannius

121 Q. Fabius Maximus Allobrogicus, L. Opimius

120 C. Papirius Carbo, P. Manilius

119 L. Aurelius Cotta, L. Caecilius Metellus Dalmaticus

118 Q. Marcius Rex, M. Porcius Cato

117 L. Caecilius Metellus Diadematus, Q. Mucius Scaevola

116 Q. Fabius Maximus Eburnus, C. Licinius Geta

115 M. Aemilius Scaurus, M. Caecilius Metellus

114 M'. Acilius Balbus, C. Porcius Cato

113 Cn. Papirius Carbo, C. Caecilius Metellus Caprarius

112 L. Calpurnius Piso Caesoninus, M. Livius Drusus

111 P. Cornelius Scipio Nasica Serapio, L. Calpurnius Bestia

110 Sp. Postumius Albinus, M. Minucius Rufus

109 Q. Caecilius Metellus Numidicus, M. Junius Silanus

108 Ser. Sulpicius Galba, L. Hortensius, suff: M. Aurelius Scaurus

107 L. Cassius Longinus, C. Marius I

106 Q. Servilius Caepio, C. Atilius Serranus

105 Cn. Mallius Maximus, P. Rutilius Rufus

104 C. Flavius Fimbria, C. Marius II

103 L. Aurelius Orestes, C. Marius III

102 Q. Lutatius Catulus, C. Marius IV

101 M'. Aquilius, C. Marius V

100 L. Valerius Flaccus, C. Marius VI

## 1e eeuw v.Chr.

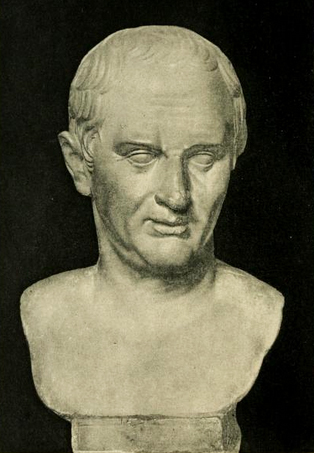
Marcus Tullius Cicero, consul in 63

99 A. Postumius Albinus, M. Antonius Orator

98 Q. Caecilius Metellus Nepos, Titus Didius

97 Cn. Cornelius Lentulus, P. Licinius Crassus

96 C. Cassius Longinus, Cn. Domitius Ahenobarbus maior

95 L. Licinius Crassus, Q. Mucius Scaevola

94 C. Coelius Caldus, L. Domitius Ahenobarbus

93 C. Valerius Flaccus, M. Herennius

92 C. Claudius Pulcher, M. Perperna

91 Sex. Julius Caesar, L. Marcius Philippus

90 L. Julius Caesar, P. Rutilius Lupus

89 Cn. Pompeius Strabo, L. Porcius Cato

88 L. Cornelius Sulla I, Q. Pompeius Rufus

87 L. Cornelius Cinna I, Cn. Octavius, suff: L. Cornelius Merula

86 L. Cornelius Cinna II, C. Marius VII, suff: L. Valerius Flaccus

85 L. Cornelius Cinna III, Cn. Papirius Carbo I

84 L. Cornelius Cinna IV, Cn. Papirius Carbo II

83 L. Cornelius Scipio Asiaticus, C. Norbanus

82 Cn. Papirius Carbo III, C. Marius minor

81 Cn. Cornelius Dolabella, M. Tullius Decula

80 L. Cornelius Sulla II, Q. Caecilius Metellus Pius

79 Ap. Claudius Pulcher, P. Servilius Vatia Isauricus

78 M. Aemilius Lepidus, Q. Lutatius Catulus

77 Mam. Aemilius Lepidus Livianus, D. Junius Brutus

76 Cn. Octavius, C. Scribonius Curio

75 C. Aurelius Cotta, L. Octavius

74 M. Aurelius Cotta, L. Licinius Lucullus

73 C. Cassius Longinus, M. Terentius Varro Lucullus

72 Cn. Cornelius Lentulus Clodianus, L. Gellius Publicola

71 P. Cornelius Lentulus Sura, Cn. Aufidius Orestes

70 M. Licinius Crassus I, Cn. Pompeius Magnus maior I

69 Q. Caecilius Metellus Creticus, Q. Hortensius Hortalus

68 L. Caecilius Metellus, Q. Marcius Rex

67 M'. Acilius Glabrio, C. Calpurnius Piso

66 M'. Aemilius Lepidus, L. Volcacius Tullus

65 L. Manlius Torquatus, L. Aurelius Cotta

64 L. Julius Caesar, C. Marcius Figulus

63 C. Antonius Hybrida, M. Tullius Cicero

62 D. Junius Silanus, L. Licinius Murena

61 M. Valerius Messalla Niger, M. Pupius Piso Frugi Calpurnianus

60 L. Afranius, Q. Caecilius Metellus Celer

59 C. Julius Caesar I, M. Calpurnius Bibulus

58 L. Calpurnius Piso Caesoninus, A. Gabinius

57 P. Cornelius Lentulus Spinther, Q. Caecilius Metellus Nepos

56 Cn. Cornelius Lentulus Marcellinus, L. Marcius Philippus

55 M. Licinius Crassus II, Cn. Pompeius Magnus maior II

54 Ap. Claudius Pulcher, L. Domitius Ahenobarbus

53 M. Valerius Messalla Rufus, Cn. Domitius Calvinus I

52 Q. Caecilius Metellus Pius Scipio, Cn. Pompeius Magnus maior III

51 M. Claudius Marcellus, Ser. Sulpicius Rufus

50 L. Aemilius Paullus, C. Claudius Marcellus

49 L. Cornelius Lentulus Crus, C. Claudius Marcellus

48 C. Julius Caesar II, P. Servilius Isauricus I

47 Q. Fufius Calenus, P. Vatinius

46 C. Julius Caesar III, M. Aemilius Lepidus I

45 C. Julius Caesar IV, sine collegae, Q. Fabius Maximus, suff: C. Trebonius, C. Caninus Rebilus

44 C. Julius Caesar V, P. Cornelius Dolabella, suff: M. Antonius I,

43 A. Hirtius, C. Vibius Pansa Caetronianus, suff: C. Julius Caesar Octavianus I, P. Ventidius Bassus, Q. Pedius Balbus, Caius Carrinas

42 M. Aemilius Lepidus II, L. Munatius Plancus

41 P. Servilius Isauricus II, L. Antonius

40 C. Asinius Pollio, Cn. Domitius Calvinus II, L. Cornelius Balbus, P. Canidius Crassus

39 C. Calvisius Sabinus, L. Marcius Censorinus, suff: C. Cocceius Balbus, P. Alfenus Varus

38 Ap. Claudius Pulcher, C. Norbanus Flaccus, suff: L. Cornelius Lentulus, L. Marcius Philippus

37 L. Caninius Gallus, M. Vipsanius Agrippa I, suff: T. Statilius Taurus

36 M. Cocceius Nerva, L. Gellius Publicola, suff: L. Nonius Asprenas

35 L. Cornificius, Sex. Pompeius, suff: T. Peducaeus, P. Cornelius

34 M. Antonius II, L. Scribonius Libo, suff: Paullus Aemilius Lepidus, L. Sempronius Atratinus, C. Memmius, M. Herennius

33 C. Julius Caesar Octavianus II, L. Volcacius Tullus, suff: L. Autronius Paetus, L. Flavius, C. Fonteius Capito, M. Acilius Glabrio, L. Vinicius, Q. Laronius

32 Cn. Domitius Ahenobarbus, C. Sosius, suff: L. Cornelius, M. Valerius Messalla

31 C. Julius Caesar Octavianus III, M. Valerius Messalla Corvinus, suff: M. Titius, Cn. Pompeius

30 C. Julius Caesar Octavianus IV, Marcus Tullius Cicero Minor(de zoon), suff: L. Saenius, M. Licinius Crassus, C. Antistius Vetus

29 C. Julius Caesar Octavianus V, Sex. Appuleius, suff: Potitus Valerius Messalla

28 C. Julius Caesar Octavianus VI, M. Vipsanius Agrippa II

## Het consulaat tijdens het Keizerrijk
In 27 v.Chr. werd Octavianus als Augustus de eerste keizer van Rome. Hij had als princeps de werkelijke macht, maar hield de Republikeinse instituten wel in stand.
Voor de consuls tijdens het Keizerrijk, zie: Lijst van Romeinse consuls tijdens het Keizerrijk